# Stine Stengade
Stine Stengade (Copenhage, 1 de junho de 1972) é uma atriz dinamarquesa mais conhecida por seu papel principal no filme Kira's Reason - A Love Story, de 2001.